# 23 pr. n. št.
23 pr. n. št. je bilo po julijanskem koledarju navadno leto, ki se je začelo na soboto ali nedeljo, ali pa prestopno leto, ki se je začelo na petek, soboto ali nedeljo (različni viri navajajo različne podatke). Po proleptičnem julijanskem koledarju je bilo navadno leto, ki se je začelo na petek.
V rimskem svetu je bilo znano kot leto sokonzulstva Avgusta in Varona, pa tudi kot leto 731 ab urbe condita.
Oznaka 23 pr. Kr. oz. 23 AC (Ante Christum, »pred Kristusom«), zdaj posodobljeno v 23 pr. n. št., se uporablja od srednjega veka, ko se je uveljavilo številčenje po sistemu Anno Domini.

## Dogodki
- rimski cesar Avgust si nadene naziv princeps.
- Gaj Petronij, rimski guverner Egipta, prečka Nil z legijama III. Cirenajka in XXII. Deiotariana ter poruši nubijsko prestolnico Napato.
- rimski pisec, arhitekt in inženir Vitruvij konča svoje delo O arhitekturi, edino ohranjeno delo klasične antike s področja arhitekture.
- rimski pesnik Horacij izda svoje prve tri knjige pesmi (Ode).

## Rojstva
- Dong Šjan, kitajski politik in uradnik († 1 pr. n. št.)

## Smrti
- Mark Klavdij Marcel, rimski plemič (* 42 pr. n. št.)